# Mario Sharpe
Mario Sharpe Carte (Mulchén, 25 de diciembre de 1918 - Santiago, 16 de marzo de 2013) fue un abogado y político chileno, militante del Partido Radical (PR) y de la Socialdemocracia Chilena (SDCH).

## Biografía
Hijo de Juan Arturo Sharpe del Campo y María Isabel Carte Pinochet. Se casó con María Alicia Bezanilla Black y en segundo matrimonio, con Cecilia Iniéscar Pavez. Tuvieron cuatro hijas.
Realizó sus estudios primarios y secundarios en el Internado Nacional Barros Arana y luego, en la Escuela de Derecho de Universidad de Chile. Juró de abogado el 16 de agosto de 1945 con la tesis La prueba en el Derecho Mercantil. Una vez egresado, ejerció su profesión entre 1945 y 1946. Luego comenzó a trabajar como secretario del Juzgado de Mulchén hasta 1956. Paralelamente, se dedicó a explotar su fundo ubicado en la misma ciudad.
En 1957 elegido diputado por la Decimonovena Agrupación Departamental "Laja, Mulchén y Nacimiento". Fue reelecto en 1961, y volvió al cargo en 1969.  Integró las comisiones Permanente de Trabajo y Legislación Social, de Agricultura y Colonización y fue diputado reemplazante en la Comisión Permanente de Gobierno Interior y en la de Economía y Comercio.
En 1971 decidió dejar el Partido Radical para sumarse al Partido Izquierda Radical, colectividad que inicialmente integraba la Unidad Popular pero que luego se pasó a la oposición en la Confederación de la Democracia. Durante la dictadura militar fue dirigente de la opositora Alianza Democrática como representante de la SDCH. Presidió el grupo en dos oportunidades: en enero - febrero de 1984 y el 3 de septiembre - 10 de octubre de 1984. En agosto de 1985, firmó en representación de su partido el Acuerdo Nacional para la Transición a la Plena Democracia. 
En el retorno de la democracia fue nombrado embajador de Chile en Paraguay por el presidente Patricio Aylwin. Mientras mantuvo el cargo diplomático (1990-1994), su estudio de abogados fue liderado por su socio, el exdiputado Alberto Naudon Abarca.